# Tampa International Airport
Tampa International Airport er en offentlig lufthavn 11 km vest for det centrale Tampa, i Hillsborough County i Florida i USA. Lufthavnen var kendt som Drew Field Municipal Airport indtil 1952.